# Юхары-Нейметабад
Юхары-Нейметабад (азерб. Yuxarı Nemətabad) — село в Агдашском районе Азербайджана.

## Этимология
Название происходит от названия села Нейметабад и слова «юхары» (верхний).

## История
После основания села Ашагы Нейметабад село сменило название на Юхары-Нейметабад.
Село Намет-Абад в 1913 году согласно административно-территориальному делению Елизаветпольской губернии относилось к Намет-абадскому сельскому обществу Арешского уезда.
В 1926 году согласно административно-территориальному делению Азербайджанской ССР село относилось к дайре Гаджи-Алилы Геокчайского уезда.
После реформы административного деления и упразднения уездов в 1929 году был образован Юхары-Нейметабадский сельсовет в Агдашском районе Азербайджанской ССР.
Согласно административному делению 1977 года село Юхары Нейметабад входило в Юхары-Нейметабадский сельсовет Агдашского района Азербайджанской ССР.
В 1999 году в Азербайджане была проведена административная реформа и был учрежден Кобуустинский муниципалитет Агдашского района, куда и вошло село.

## География
Юхары Нейметабад расположен на берегу канала Нейметабадарх.
Село находится в 700 м от центра муниципалитета Кобуусти, в 25 км от райцентра Агдаш и в 250 км от Баку. Ближайшая железнодорожная станция — Ляки.
Село находится на высоте 25 метров над уровнем моря.

## Население
| Численность населения | Численность населения | Численность населения | Численность населения |
| 1886                  | 1981                  | 1985                  | 2009                  |
| --------------------- | --------------------- | --------------------- | --------------------- |
| 1036                  | ↘461                  | ↘430                  | ↗653                  |

В 1886 году в селе проживало 1036 человек, большинство — азербайджанцы (в источнике «татары»), по вероисповеданию — мусульмане-сунниты.
Согласно Кавказскому календарю на 1910 г., население села к 1908 г. составляло 1 528 человек, в основном армян и азербайджанцев (указаны как «татары»),
В советское время население было занято хлопководством, шелководством, животноводством и выращиванием зерновых. Ныне население преимущественно занимается выращиванием зерновых.

## Климат
| Показатель                                             | Янв. | Фев. | Март | Апр. | Май  | Июнь | Июль | Авг. | Сен. | Окт. | Нояб. | Дек. | Год  |
| ------------------------------------------------------ | ---- | ---- | ---- | ---- | ---- | ---- | ---- | ---- | ---- | ---- | ----- | ---- | ---- |
| Средний суточный максимум, °C                          | 7,1  | 8,5  | 12,7 | 20,8 | 25,8 | 30   | 33,8 | 32,7 | 28,3 | 21,1 | 14,4  | 9,3  | 20,4 |
| Средняя температура, °C                                | 3,1  | 4,4  | 8,3  | 15   | 19,8 | 24,1 | 27,5 | 26,5 | 22,5 | 16   | 10,2  | 5,3  | 15,2 |
| Средний суточный минимум, °C                           | −0,9 | 0,3  | 3,9  | 9,2  | 13,9 | 18,3 | 21,3 | 20,3 | 16,7 | 11   | 6,1   | 1,3  | 10,1 |
| Норма осадков, мм                                      | 22   | 27   | 30   | 40   | 55   | 45   | 24   | 26   | 26   | 55   | 32    | 24   | 406  |
| Источник: https://en.climate-data.org/location/955072/ |      |      |      |      |      |      |      |      |      |      |       |      |      |

Среднегодовая температура воздуха в селе составляет +15,2 °C. В селе семиаридный климат.

## Инфраструктура
В советское время в селе находились школа, библиотека и медицинский пункт.
В селе расположены почтовое отделение и школа имени И. Гасанова.